# موتور وی۶

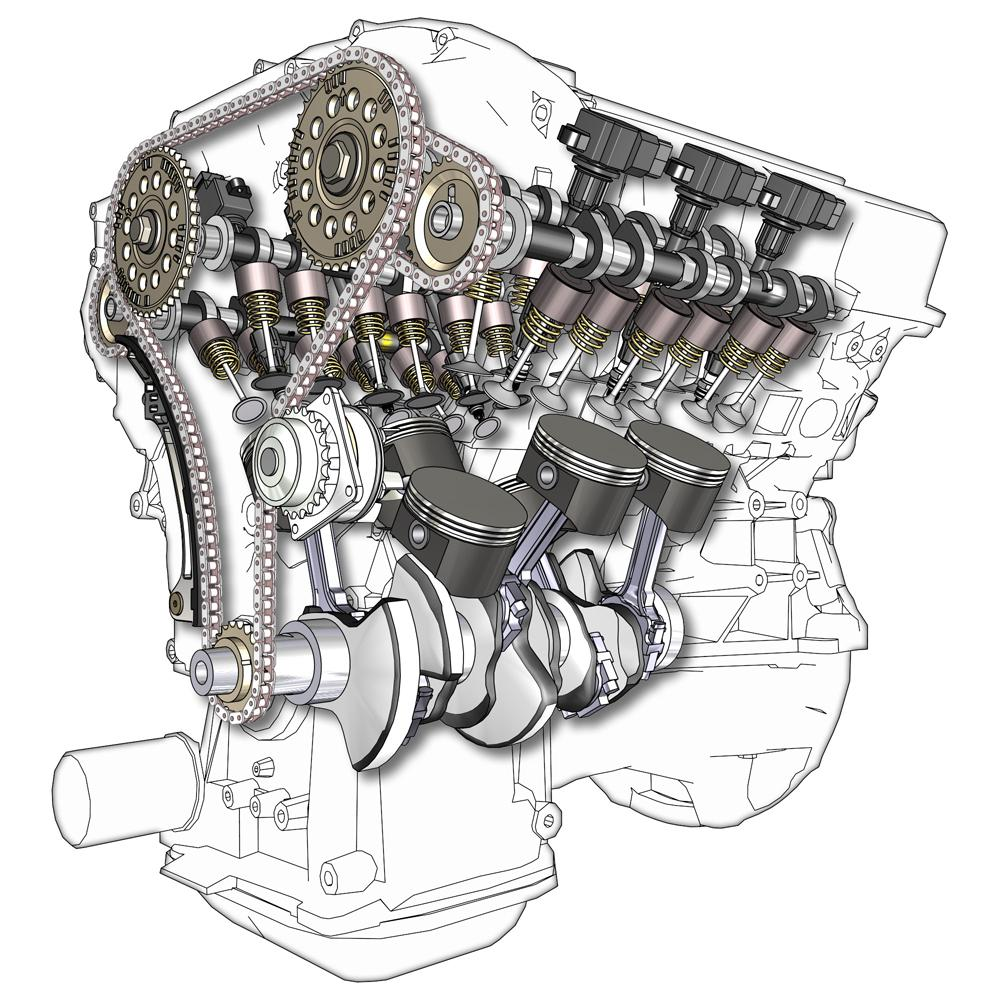
موتور وی۶ با ۲۴ سوپاپ و میل‌سوپاپ بالاسری (DOHC)

موتور وی۶ (به انگلیسی: V6 engine) نوعی از موتور درون‌سوز با آرایش وی‌شکل است که در آن سیلندرها در دو دستهٔ سه‌تایی و با زاویهٔ ۶۰ تا ۹۰ درجه نسبت به یکدیگر قرار گرفته‌اند و هر ۶ پیستون آن به یک میل‌لنگ واحد متصل شده‌اند. موتور وی۶ یکی از کوچک‌ترین انواع موتور خودرو است و حجم موتور آن معمولاً از ۲٫۰ تا ۴٫۳ لیتر متغیر بوده و طول آن از موتور شش سیلندر خطی کمتر است. به‌دلیل طول کمتر، این نوع موتور به خوبی در محفظه موتور خودروهایی با موتور عرضی و محور جلو جای می‌گیرد.